# Carmen Santos
Carmen Santos Sacristán (Valencia, 8 de marzo de 1958), es una escritora española de novelas de suspense romántico/novelas históricas.

## Biografía
Carmen Santos Sacristán nació el 8 de marzo de 1958 en Valencia, España, aunque vivió desde los 4 años hasta los 16 en Düsseldorf, Alemania, donde residían sus padres; la familia regresó a Valencia en 1974. En 1981, se trasladó a Zaragoza, donde reside. Carmen está casada.
En 1989, Carmen decidió dejar un trabajo de oficina para dedicarse a la traducción, los idiomas y, sobre todo, a escribir. En 1999, logró publicar un relato en el Heraldo de Aragón y en 2003 uno de sus textos ganó el V Premio Internacional de Relatos Paradores de Turismo de España. Ese mismo año publica su primera novela.

### Como Carmen Santos

#### Cuentos
- Perdido (1999/09)
- La Cumpasita (2003)

#### Novelas independientes
- La vida en cuarto menguante, Onagro Ediciones (2003/03).
- La cara oculta de la Luna, Debolsillo (2004/09).
- Días de menta y canela, Plaza & Janés (2007/05), Debolsillo (2009/6).
- El sueño de las antillas, Grijalbo (2013/04), Debolsillo (2014/04)
- Un jardín entre viñedos (2016/04)